# 枚方市立中央図書館
枚方市立中央図書館（ひらかたしりつ ちゅうおうとしょかん）とは、大阪府枚方市が設置する公共図書館。

## 施設概要
枚方市立図書館の核となる図書館で、また北河内地区最大の図書館であり、大阪府内有数の規模である。蔵書冊数は約46万冊。
1994年2月、関西外国語大学片鉾学舎新図書館棟として完成。片鉾学舎が新しく中宮学舎へと移転する事に伴い、2002年12月枚方市へ寄贈された。
自動貸出装置を導入している。また自動車文庫ひなぎく号を管理している館でもある。
地階（公園に面している）に、軽食・喫茶室「オカ・レストランチェーン」が2006年12月3日オープンしたが、2012年3月20日に閉店。その後、2014年1月29日に新たな軽食・喫茶店「PARADISSO（パラディッソ）」がオープンしている。

### 所在地・アクセス
- 大阪府枚方市車塚二丁目1-1
  - 京阪牧野駅から徒歩約20分
  - 京阪バス「片鉾･中央図書館」バス停下車すぐ

## フロア概要
- 6F：会議室等
- 5F：郷土資料室
- 4F：一般書コーナー
- 3F：マンガ、雑誌、ビデオ、DVD、CDコーナー
- 2F：児童書コーナー
- 中2F：エントランスホール（高台になっているため中2階が入り口になる。）
- 1F：事務所、軽読書コーナー
- B1F：軽食・喫茶室

## サービス
貸出方法
1人12冊まで2週間借りる事ができる。（ただし、ビデオ、CD、DVDは内3巻以内で貸出期間は1週間）
また、BDSが各階にあるため、貸出の済んでいない資料がある場合、違うフロアへの移動は出来ない。
開館時間
- 月曜から木曜： 9時30分から19時まで（2階児童書コーナー及び軽読書コーナーを除く）
- 土･日･祝日： 9時30分から17時まで（2階児童書コーナー及び軽読書コーナーは平日でもこの時間帯）

休館日
- 金曜日（祝日の場合も）第4火曜日、年末年始、特別整理期間